# Karl-Edvard Hällsjö
Karl-Edvard Hällsjö, född 3 oktober 1866 i Husby socken, död 29 november 1950 i Stora Tuna socken, var en svensk läkare och samlare.
Karl-Edvard Hällsjö var son till lantbrukaren Carl Gustaf Andersson. Efter mogenhetsexamen vid Gävle högre allmänna läroverk blev han student vid Uppsala universitet där han avlade en mediko-filosofisk examen 1890. 1891-1893 var Hällsjö amanuens vid anatomiska indstutionen vid Karolinska institutet och avlade en medicine kandidatexamen 1894 och medicine licentiatexamen 1900. Därefter var han gruv- och bergsläkare vid Domnarvets järnverk  och Kvarnsvedens pappersbruk 1900-1932. Han var även landstingsman 1910-1922, ordförande i Tunabygdens fornminnes- och hembygdsförening 1915-1950 och läkare vid Stora Tunas sjukstugor för kroniskt och mentalt sjuka 1922-1942. Hällsjö tilldelades 1940 Illis Quorum i 8:e storleken, 1941 medaljen för hembygdsvårdande gärning och blev 1942 filosofie hedersdoktor vid Uppsala universitet.
Hällsjö var initiativtagare till uppförandet av Tunabygdens gammelgård 1919, där under hans ledning omkring 25 byggnader och över 25.000 kulturhistoriska föremål samlades. Hällsjö var även en stor boksamlare, efter hans död donerades boksamlingen till Borlänge stadsbibliotek, där ett särskilt rum för Hällsjös samlingar finns. Han innehade även en betydande mineralsamling som efter hans död deponerades vid Tunabygdens geologiska museum i ett särskilt Hällsjörum.